# Daymaro Salina
Daymaro Salina (født 1. september 1987 i Artemisa, Cuba) er en cubansk/portugisisk håndboldspiller, som spiller i FC Porto og på Portugals herrehåndboldlandshold.
Han deltog under EM i håndbold 2020 i Sverige/Østrig/Norge.